# Logogram (pjesme)
Logogrami su pjesme u obliku crteža. Radi se o nacrtanim pjesmama u kojima su slova latinice izmijenjena i napisana na potpuno drugačiji način. Nastali su 1962. godine kada je Dotremont boravio u Laponiji.

## Što su?
Logogrami predstavljaju pisane slike. Kada se stvaraju, tekst se crta spontano, bez razmišljanja o tome hoće li biti čitljiv. Prilikom stvaranja se ne razmišlja o veličini pjesme, veličini slova i slično. No, na kraju samog stvaranja, tekst koji je nacrtan je i napisan malim slovima te se može pročitati ispod samog logograma.
Logogrami su pjesme koje su napisane na spontan način. Dotremont želi pritom naglasiti različitost prilikom pisanja te govori kako nijedan rukopis nije identičan. On ovisi o mnogo razloga, prvenstveno o samome značenju koje određuje pisanje, zatim o raspoloženju, itd.
Naglasak kod logograma nije na samome čitanju i razumljivosti već na grafičkoj razini. Radi se o slobodnom načinu pisanja u pjesničkoj formi.
Dotremont logograme uspoređuje s pisanjem, odnosno stvaranjem kod pisaca. I oni prilikom čina stvaranja, samo pišu i stvaraju, pritom ne razmišljajući o čitljivosti već se o njoj brinu nakon prepisivanja i dovršavanja djela.
Slova riječi koje se nalaze u logogramima nisu nikada ista. Dotremont pri tome radi usporedbu s tiskarstvom govoreći kako je ono osiromašilo način pisanja jer zahtijeva savršenu jednakost slova. Za razliku od toga, slova su u logogramima različita te posebna svaka na svoj način.

## Kako su nastali?
Ideja se rodila za vrijeme Dotremonovog boravka u Laponiji. Od 1956. do 1978. godine, Dotremont je redovito tijekom zime boravio u švedskim, finskim i norveškim selima. Bila su to sela Haparanda (Švedska), Rovaniemi i Ivalo (Finska), te Karasjok (Norveška.)te je u njima tijekom samotnih šetnji promatrao tragove u snijegu. 
Prvi su logogrami nastali 1962., a iste su godine nastali i logogrami u boji. Od godine kada su logogrami nastali do 1979. godine kada Dotremont umire, nastalo je više od 2000 logograma, a najveći broj njih nastao je kineskom tintom na bijelom papiru.

## Vanjske poveznice
- Logogramme en deux parties (fr.)
- Christian Dotremont (1922-1979)  Arhivirana inačica izvorne stranice od 4. veljače 2015. (Wayback Machine) (engl.)